# رود خارخیرا
رود خارخیرا (انگلیسی: Kharkhiraa River) رودخانه‌ای در استان اوفس در کشور مغولستان است.